# 释逝波
释逝波（1911年—1985年8月18日），俗姓李，名桂珍，女，辽宁锦州人，中国佛教比丘尼，曾任沈阳般若寺住持，中国佛教协会常务理事、副秘书长，辽宁省佛教协会会长，辽宁省政协常委。